# Blepharipa manipurensis
Blepharipa manipurensis är en tvåvingeart som beskrevs av Lahiri 2004. Blepharipa manipurensis ingår i släktet Blepharipa och familjen parasitflugor.
Artens utbredningsområde är Manipur (Indien). Inga underarter finns listade i Catalogue of Life.